# الکسیس آندره جونیور
الکسیس آندره جونیور (انگلیسی: Alexis André Jr.؛ زادهٔ ۳۱ مهٔ ۱۹۹۷) بازیکن فوتبال اهل فرانسه است.
از باشگاه‌هایی که در آن بازی کرده‌است می‌توان به باشگاه فوتبال بریستول راورز اشاره کرد.
وی همچنین در تیم ملی فوتبال زیر ۲۳ سال مراکش بازی کرده‌است.